# Aquagirl
Aquagirl (también Aqua-Girl) es el alias utilizado por varios superhéroes que aparecen en los cómics estadounidenses publicados por DC Comics, típicamente representados como personajes secundarios de Aquaman originarios del reino de la Atlántida. Las dos primeras encarnaciones del personaje, Lisa Morel (1959) y Selena (1963), se presentaron como únicas.
Tula, la tercera versión de Aquagirl, debutó en Aquaman vol. 1 #33 (mayo-junio de 1967), que representa la versión definitiva del personaje. Inicialmente representada como una aliada de Aquaman y el interés romántico de su compañero Aqualad (Garth), Tula también sirvió como miembro de los Jóvenes Titanes. Sin embargo, su historia dio un giro trágico durante los acontecimientos de la Crisis en Tierras Infinitas en 1985, lo que resultó en su prematura desaparición. Tras el reinicio de continuidad de New 52 en 2011, el personaje fue reintroducido como Tula Marius. En esta versión, Tula es retratada como la media hermana del medio hermano de Aquaman, Amo del Océano. Si bien no adopta activamente el nombre en clave Aquagirl, el personaje desempeñará roles importantes dentro de Atlantis, como comandante de alto rango de una facción encubierta de operaciones encubiertas, regente de la administración de Aquaman y guardia de honor durante el reinado de Mera como Reina.
Otra versión de Aquagirl, Lorena Márquez, se introdujo en Aquaman vol. 6 #16 (mayo de 2004). Lorena es una adolescente que adquiere habilidades atlantes después de ser expuesta a un suero derivado del ADN de Aquaman por un científico éticamente cuestionable. Como parte de un evento catastrófico orquestado por el científico, una parte de San Diego se hunde en el océano después de un terremoto desencadenado. Parte de la población afectada sobrevive y desarrolla habilidades subacuáticas. Aquaman y Lorena, juntos, contribuyen al restablecimiento de la comunidad, que pasa a ser conocida como "Sub Diego". Posteriormente, Lorena asume el papel de Aquagirl, trabajando junto a Aquaman como una heroína disfrazada. Ella exhibe notables habilidades de detective junto con sus poderes acuáticos. En su continuo viaje de superhéroe, Lorena se une más tarde a los Jóvenes Titanes.
Varias encarnaciones de Aquagirl han aparecido en los medios, incluida la encarnación de Tula en la serie animada Young Justice y la película animada de 2013 Justice League: The Flashpoint Paradox, aunque no se la identifica como su nombre en clave en ninguno de los dos. También aparecen encarnaciones originales del personaje, como Mareena, la futura hija de Aquaman y Mera que apareció en la serie Batman Beyond en 2000.

## Historial de publicaciones
La versión Tula del personaje se introdujo en Aquaman vol. 1 #33 (mayo-junio de 1967), creado por Bob Haney y Nick Cardy.

## Primeras encarnaciones

### Lisa Morel
Lisa Morel es introducida en Adventure Comics #266 (noviembre de 1959) como uno de varios niños atlantes de ojos violetas nacidos incapaces de adaptarse al mundo acuático. Habían sido enviados a la superficie en botes salvavidas a prueba de agua para que puedan sobrevivir entre los habitantes de la tierra, y Lisa había sido adoptada por el científico el Dr. Hugo Morel y su esposa. Con Aquaman en peligro, los poderes de respirar en agua y telepatía de Lisa despiertan; ella se hace un traje idéntico al de Aquaman, toma el nombre de "Aquagirl", y lucha junto a él. Sin embargo, sus recién descubiertos poderes son efímeros, y ella los pierde de forma permanente. Esta es la primera y última aparición del personaje.

### Selena Tucnal
Selena es una joven adolescente Poseidonis que se une temporalmente a Aquaman bajo el nombre de "Aqua-Girl" en World's Finest Comics #133 (mayo de 1963) para poner celoso a su exnovio; ella lo logra, poniendo celoso a Aqualad por su condición temporal como compañera de Aquaman también. Esta es la primera y última aparición del personaje.

## Tula Samsky
Tula es introducida en Aquaman Vol. 1 #33 (mayo-junio de 1967). Después de perder a sus padres poco después de su nacimiento, había sido encontrada y adoptada por una de las familias reales de Atlántida. Dado el título de la Princesa de Poseidonis, Tula está educada en las tradiciones atlantes, y nunca abandona el palacio real hasta que conoce a Aqualad (Garth) a los 15 años en esta edición.
Tula a veces ayuda a Aqualad con las misiones durante su tiempo con los Jóvenes Titanes originales, usando el nombre Aquagirl. Cuando Aquaman deja su trono en busca de su esposa desaparecida Mera, Narkran se hace cargo de la Atlántida como un dictador. Su reinado cae solo cuando Tula lidera una rebelión contra él. Tula y Garth reanudan su romance cuando regresa a la Atlántida, y luego aparecen en la serie de resurgimiento de 1980 New Teen Titans para ayudar a los Titanes a derribar a H.I.V.E..

### Muerte
Durante la serie limitada Crisis on Infinite Earths (1985–1986), Aquagirl es asesinada por el villano Chemo cuando se ahoga en el agua que ha envenenado.
Años más tarde, en la miniserie Tempest, una mujer que dice ser Tula entra en la vida de Garth. En verdad, se trata de un doppelganger creado por el malvado Slizzath como parte de un plan elaborado para desviar las energías místicas de Garth para sus propios propósitos oscuros. Garth ve a través del engaño y es capaz de derrotar a Slizzath, y, finalmente, obtener un sentido de cierre sobre la muerte de Tula. Es también en esta época cuando Garth adoptó una nueva identidad como "Tempest."
Más recientemente, Tula vuelve a aparecer en Teen Titans (vol. 3) volúmenes 30 y 31. Aquagirl es devuelta a la vida por Hermano Sangre — junto con Halcón y Paloma, Fantasma, y Kole — para luchar contra los Titanes. Después de ser liberada por Chico Bestia y Raven. Kid Eternity es capaz de poner a los Titanes fallecidos de vuelta a descansar.
Tula tiene una estatua en el "Salón de los Titanes Caídos" en la Torre de los Titanes, junto con los originales Halcón y Paloma, Kole, y otros. Un año después, Tula es canalizada por Kid Eternity cuando los Titanes enfrentan a Sangre otra vez. Ella furiosamente aporrea al villano, que afirma estar enfurecida por haber sido resucitada como su marioneta. Más tarde, es devuelta a la otra vida después de que se termine su tiempo en el cuerpo de Eternity.

### Blackest Night
En la miniserie Blackest Night, Tula, Aquaman, y Dolphin aparecen como un grupo de Linternas Negras reanimados que atacan a Tempest y Mera. Tula y Dolphin discuten sobre Tempest, al mismo tiempo burlándose de él por no salvarlos. Sintiendo la esperanza de Garth que podía luchar contra lo que se le había hecho, Tula le arrancó el corazón, causándole la muerte y logrando su reanimación como un Linterna Negra. Tula después aparece para luchar contra los Titanes. Sin embargo, su cuerpo es pronto destruido por una explosión de luz blanca que emana de Dawn Granger.

### The New 52
En la continuidad reiniciada The New 52, Tula es vista por primera vez como una atlante femenina sombra informándole al actual rey de la Atlántida, Orm alias Amo del Océano, sobre los ataques realizados al niño nacido con ojos morados, que algunos creen que llevará al final de la Atlántida. Amo del Océano le ordenó a Garth a ser devuelto a su madre ileso. Más tarde, pelea con Cyborg durante la invasión de la Atlántida a los Estados Unidos, y más tarde cuando Aquaman se convierte en el rey de la Atlántida, fue visto informándole y acordando la conversación que había tenido con él, se revela que ella y Orm comparten el mismo padre, lo que significa que Orm es su medio hermano, así como el de Aquaman.

## Lorena Marquez
Lorena Marquez está en una cita en el Zoológico de San Diego cuando un terremoto sacude San Diego y hace que se hunda profundamente en el mar, matando a miles - incluyendo toda la familia de Lorena. Ella entra en contacto con Aquaman, que la cura como ella descubre que ha desarrollado la capacidad de respirar bajo el agua como un atlante. Los dos logran encontrar a los otros sobrevivientes del terremoto, así como Anton Geist, el científico responsable de la catástrofe. Lorena y Aquaman no tienen más remedio que comenzar a reconstruir la ciudad como "Sub Diego." Cuando el Amo del Océano cambia vidas con Aquaman, Lorena asume la identidad de Aquagirl, adoptando un traje acuático.

## Otras versiones
En la serie limitada de 1996 Kingdom Come, Aquagirl es Tula II, la hija distanciada adolescente de Garth (anteriormente Aqualad, ahora Aquaman). La nombran Tula por la última novia de su padre, y es parte de un equipo formado por los otros hijos de los Titanes originales que acaban de tomando el lado de Batman en los conflictos clave de la historia. En sus apariciones, Tula aparentemente demuestra una capacidad de cambiar de forma parcial, cambiando partes de su cuerpo para parecerse a los de las criaturas del mar. Ella es vista por última vez luchando contra Donna Troy durante la batalla climática en el sobrehumano Gulag y posiblemente asesinado por la explosión nuclear que termina el conflicto.
La madre de esta Tula es posiblemente Deep Blue, descrito en las anotaciones para la serie como "Mizuko Perkins," hija de Tsunami y Neptune Perkins. En la continuidad normal de DC Comics, Deep Blue es la media hermana de Aquaman, Debbie, la hija de Tsunami y Atlan, criada por Tsunami y Neptune Perkins.

## En otros medios

### Televisión
- En Batman del futuro, Aquagirl es Mareena, un miembro de la futura Liga de la Justicia y la hija de Aquaman. El personaje fue creado específicamente para Batman del futuro episodios "La llamada: parte 1" (11 de noviembre de 2000) y "La llamada: parte 2" 18 de noviembre de 2000), en los que Batman conoce a la "Liga de la Justicia Ilimitada", una versión futura de la Liga de la Justicia. Aquagirl tuvo la voz de Jodi Benson, la actriz que puso la voz de Ariel en La sirenita. Cuando Batman repasa su archivo en el ordenador, se muestra que ella es la hija de Aquaman, con poderes que incluyen control sobre el agua. Más tarde vuelve a aparecer en la serie Liga de la Justicia Ilimitada (que muestra la alineación actual de la LJI) en "Epílogo". Ella tiene un pelo rubio muy distintivo; siempre está húmedo y peinado uniformemente atrás. Su traje varía; por lo general se la presenta usando un traje de baño de una sola pieza de varios colores con los brazos y las piernas desnudas, y también lleva guantes sin dedos.
- En la temporada 2 de Entourage, Mandy Moore interpreta a Aquagirl en la película Aquaman que existe en el universo ficticio de Entourage. La historia cuenta con Moore, que se interpretaba a sí misma como la exnovia del personaje de Vince, es finalmente eliminada del proyecto debido a la confusión de su relación personal. Mandy, sin embargo, no es eliminada de la película y Vince y Mandy vuelven a encender su antiguo romance. Sin embargo, Mandy le rompe el corazón a Vince de nuevo, afirmando que ella todavía ama a su exnovio, Chris. Vince decide continuar trabajando en la película con Mandy todavía unidos. La película gana la apertura de película más taquillera de todos los tiempos.
- Tula (aunque nunca es referida como Aquagirl en la primera temporada) aparece en la Young Justice episodio "Descanso" con la voz de Cree Summer. Se la representa como la amiga de la infancia de Kaldur'ahm quien entró finalmente en una relación con su amigo Garth después que Kaldur dejó la Atlántida para convertirse en el compañero de Aquaman. A diferencia de los cómics, Tula de Justicia Joven demuestra poseer habilidades mágicas que le ayudan a manipular el agua. Cuando Kaldur regrea con Poseidonis para una cena con la familia real, él invita a Tula como su invitada sin saber que le ha dejado por su mejor amigo. En algún momento, ella le cuenta esto, y los dos se reconcilian durante un ataque a la ciudad dirigido por Manta Negra, con Kaldur saliendo en buenos términos cuando finalmente regresa al mundo de la superficie. Tula y Garth hacen un cameo en "A prueba de fallos", trabajando con Flecha Roja, Rocket y Zatanna en una simulación de entrenamiento. En el episodio "Alienado" que ocurre cinco años después, la muerte de Tula se menciona como una de las razones por las que Aqualad (que está de incógnito sobre el compañero de la Luz) al parecer se ha vuelto contra su exequipo. Esta es la primera instancia de Tula en la que se la referencia como Aquagirl en la serie. En el episodio "Satisfacción", su estatua está entre las estatuas de los héroes caídos ubicados en la gruta del Monte Justicia. En el episodio "Arreglado", Tula aparece como una proyección psíquica cuando Miss Martian y Artemis Crock entran en la mente de Aqualad.

### Películas
- Tula hace un cameo en Justice League: The Flashpoint Paradox como miembro del ejército de Aquaman en la línea de tiempo alterada. Ella muere en la batalla final contra las Amazonas.

### Videojuegos
- Tula, como Aquagirl, aparece en Young Justice: Legacy, con Cree Summer retomando el papel. Ella sirve como la coordinadora del equipo, proporcionando información sobre los intentos de La Luz para robar los trozos de una antigua estatua, y mantener las piezas a salvo. Cerca del final del juego, Klarion disfrazado de Tempest la engaña para que le diera los trozos de la estatua, y la secuestra, con la intención de usar su magia para revivir a Tiamat en Bialya. El equipo llega para liberar a Tula y derrotar a Klarion y Blockbuster, pero es muy tarde para detener el renacimiento de Tiamat. Cuando Tiamat resulta demasiado poderosa como para matarla, una Tula debilitada se ofrece a usar su magia restante para derrotar y encarcelar a Tiamat de nuevo, sacrificándose como hizo Marduk en tiempos antiguos. Tula lo logra, pero muere aplastada por los escombros. Tempest se lamenta de su muerte, y Aqualad deja el equipo, lo que lleva a los eventos de la segunda temporada de la serie.